# Waldhaus (Marienroth)
Waldhaus ([ˈvaltˌhaʊ̯s] ) ist eine Wüstung auf dem Gemeindegebiet des Marktes Pressig im Landkreis Kronach (Oberfranken, Bayern).

## Geographie
Die Einöde lag auf einer Höhe von 612 m ü. NHN am Rauschenberg inmitten des Rauschenwaldes etwas abseits eines Vicinalweges, der nach Gifting (3,7 km südlich) bzw. nach Wickendorf (2,5 km nördlich) führte.

## Geschichte
Waldhaus wurde in der ersten Hälfte des 19. Jahrhunderts auf dem Gemeindegebiet von Marienroth gegründet. 1871 lebten zehn Einwohner auf dem aus einem Gebäude bestehenden Anwesen. Die Einwohner waren allesamt katholisch und nach Mariä Himmelfahrt (Teuschnitz) gepfarrt. Zu der Zeit wurden „sieben Rindviecher gehalten“. Da Waldhaus danach nicht mehr erwähnt wurde, dürfte der Ort Ende des 19. Jahrhunderts abgegangen sein.